# Doubravník
Doubravník är en köping i Tjeckien.   Den ligger i distriktet Okres Brno-Venkov och regionen Södra Mähren, i den östra delen av landet, 160 km sydost om huvudstaden Prag. Doubravník ligger 316 meter över havet och antalet invånare är 819.
Terrängen runt Doubravník är kuperad österut, men västerut är den platt. Doubravník ligger nere i en dal. Runt Doubravník är det tätbefolkat, med 331 invånare per kvadratkilometer. Närmaste större samhälle är Tišnov, 9,8 km sydost om Doubravník. Omgivningarna runt Doubravník är en mosaik av jordbruksmark och naturlig växtlighet.